# MSC Bellissima
MSC Bellissima — второе круизное судно класса Meraviglia. Является копией MSC Meraviglia. Ходит под флагом Мальты, принадлежит и управляется MSC Cruises.

## История
MSC Bellissima получил официальное название и крещение 2 марта 2019 года в Саутгемптоне, Великобритания актрисой Софи Лорен.

## Маршрут
В 2022 году совершает круизы по западному Средиземноморью.